# Алексеевка (Еврейская автономная область)
Алексе́евка — село в Биробиджанском районе Еврейской автономной области, входит в Бирофельдское сельское поселение.

## География
Село Алексеевка стоит вблизи левого берега реки Малая Бира (левый приток Амура).
Через село проходит автотрасса областного значения Биробиджан — Ленинское — Дежнёво, расстояние до села Бирофельд (на север) 6 км, расстояние до Биробиджана 52 км.

## Население
| 1917 | 1926 | 1992 | 1998 | 2002 | 2010 |
| ---- | ---- | ---- | ---- | ---- | ---- |
| 28   | ↘19  | ↗410 | ↘334 | ↘302 | ↘270 |

## Инфраструктура
- Сельскохозяйственные предприятия Биробиджанского района.